# 新庄镇 (榆树市)
新庄镇，是中华人民共和国吉林省长春市榆树市下辖的一个乡镇级行政单位。

## 行政区划
新庄镇下辖以下地区：
新庄街道社区、腰新村、兴盛村、苇沟村、永和村、新城村、西坡村、八垅村、墩台村、小岗村、硕果村、直立村、大房村和新庄村。